# Gimnasia y Esgrima de Buenos Aires
A Gimnasia y Esgrima de Buenos Aires egy argentin labdarúgócsapat Buenos Aires városában. A egyesületet 1880. november 11-én alapították. A klub az Estadio GEBA-ban játssza hazai mérkőzéseit.
A klub 1912-ben kilépett az argentin labdarúgó-szövetségből és több másik csapattal együtt megalapította az Argentin labdarúgó-föderációt, amely egészen 1914-ig létezett. A föderáció a szövetséggel párhuzamosan szervezett egy labdarúgó-bajnokságot és kupát is.
Egy alkalommal nyerték meg a Copa Bullrichot és egyszer bejutottak a Copa de Competencia Jockey Club döntőjébe, ahol végül 3–1-re kikaptak az Estudiantes de Buenos Airestől.

## Sikerek
Copa de Competencia Jockey Club
- Döntős (1): 1910

Copa Bullrich
- Győztes (1): 1907

## Fordítás
Ez a szócikk részben vagy egészben  a   Gimnasia y Esgrima de Buenos Aires című angol Wikipédia-szócikk fordításán alapul.  Az eredeti cikk szerkesztőit annak laptörténete sorolja fel. Ez a jelzés csupán a megfogalmazás eredetét és a szerzői jogokat jelzi, nem szolgál a cikkben szereplő információk forrásmegjelöléseként.